# Ryszard Tur
Ryszard Tur (ur. 10 sierpnia 1944 w Pilikach) – polski samorządowiec, inżynier, w latach 1998–2006 prezydent Białegostoku.

## Życiorys
Ukończył studia na Politechnice Śląskiej w Gliwicach. W latach 1970–1984 był zatrudniony w biurze projektowym budownictwa komunalnego w Białymstoku. Następnie do 1991 wykładał na Politechnice Białostockiej. W latach 1990–2002 przez trzy kadencje zasiadał w radzie miasta. Był kolejno członkiem zarządu miasta, wiceprezydentem, a od 1998 z ramienia AWS prezydentem Białegostoku. W 2002 po wygraniu wyborów bezpośrednich po raz drugi objął to stanowisko (startował z komitetu Białostockie Porozumienie Prawicy).
W 2006 nie ubiegał się o reelekcję, bez powodzenia kandydował z listy ChRS do sejmiku podlaskiego. W 2007 ponownie bezskutecznie próbował uzyskać mandat radnego z ramienia PO. Powrócił do pracy na Politechnice Białostockiej jako starszy wykładowca na Wydziale Zarządzania.
Członek NSZZ „Solidarność”. Był jednym z liderów Zjednoczenia Chrześcijańsko-Narodowego. Działacz Akcji Katolickiej, został kawalerem Zakonu Rycerskiego Grobu Bożego w Jerozolimie. W 2003 objął kierownictwo (jako prezes zarządu głównego) Chrześcijańskiego Ruchu Samorządowego. W sierpniu 2007 został powołany na pełnomocnika Prawicy Rzeczypospolitej na Białystok. Jako lider ChRS związał się ze współtworzoną przez tę organizację w listopadzie 2017 partią Porozumienie.
Wszedł w skład komitetu wspierającego kandydaturę Karola Nawrockiego na prezydenta RP w wyborach w 2025.

## Odznaczenia
W 2005, za zasługi w działalności samorządowej, został przez prezydenta Aleksandra Kwaśniewskiego odznaczony Srebrnym Krzyżem Zasługi. W 2015 został wyróżniony Odznaką Honorową za Zasługi dla Samorządu Terytorialnego. W 2021 odznaczony Krzyżem Wolności i Solidarności.